# Valerio Mazzola
Valerio Mazzola (Ferrara, 7 de marzo de 1988) es un baloncestista italiano que, con 2,05 metros de altura, juega en las posiciones de ala-pívot y pívot. Actualmente integra el plantel del Fortitudo Bologna de la Serie A2 de Italia. Representó internacionalmente a su país en torneo juveniles.

## Trayectoria
Formado en la cantera del Ferrara, jugó profesionalmente en ese club entre 2006 y 2011.
En marzo de 2011 se unió a la Sutor Montegranaro, donde permaneció tres temporadas. En 2012 y 2013 fue convocado para jugar en el Equipo Italia del Juego de las Estrellas de la Serie A.
Virtus Bologna lo contrató en junio de 2014. Allí jugó dos años, siendo titular en su equipo.
En julio de 2016 fue fichado por el Auxilium Torino. Aunque es ese club tuvo un rol secundario, su contribución fue esencial para la conquista de la Copa Italia de 2018.
Su siguiente destino fue el Reyer Venezia, donde jugó entre 2018 y 2022. En ese lapso fue parte del plantel que ganó el título de la temporada 2018-19 de la Serie A y la Copa Italia de 2020.
Posteriormente pasó por el Victoria Libertas Pesaro y el Universo Treviso Basket.
En julio de 2025, luego de 15 años de competir en la máxima categoría del baloncesto profesional italiano, Mazzola se unió al Fortitudo Bologna de la Serie A2.

## Selección nacional
Disputó el Eurobasket Sub-20 de 2008.
Participó del torneo de baloncesto de los Juegos Mediterráneos de 2013, donde su equipo no superó la primera fase. 

## Artículos relacionados
- Ficha en FIBA
- Ficha en FIP
- Ficha en proballers.com

- Datos: Q4007895